# Rodney Crowell

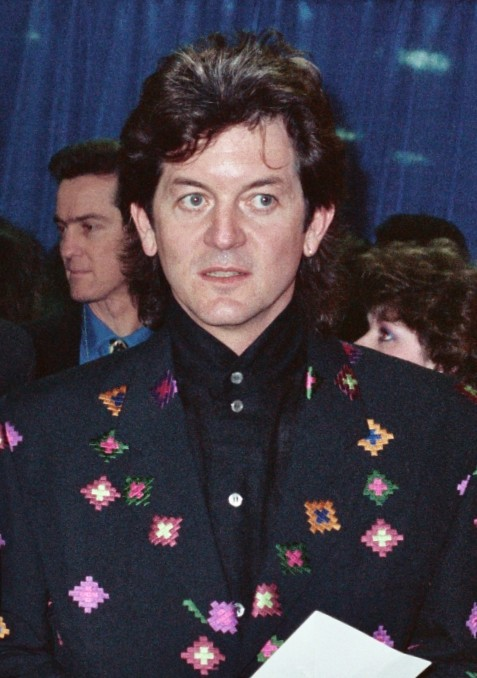
Rodney Crowell

Rodney Crowell (Houston, 17 de agosto de 1950) é um cantor, guitarrista e compositor americano de estilo country rock.

## Biografia
Crowell acompanhou Emmylou Harris na guitarra e no canto durante 3 anos como membro da banda "Hot Band". Esteve casado com Rosanne Cash de 1979 a 1992, produzindo a maioria dos álbuns da cantora durante esse período. Fizeram vários duetos, entre os quais "It's Such a Small World" em 1988.
Atualmente Rodney Crowell está casado com Claudia Church.

## Discografia
- Ain't Living Long Like This, 1980.
- But What Will the Neighbors Think, 1980.
- Rodney Crowell, 1981.
- Street Language, 1986.
- Diamonds & Dirt, 1988.
- Keys to the Highway, 1989.
- Collection, 1989.
- Life is Messy, 1992.
- Greatest Hits, 1993.
- Soul Searchin', 1994.
- Let the Picture Paint Itself, 1994.
- Super Hits, 1995.
- Jewel of the South, 1995.
- The Cicadas, 1997.
- The Houston Kid, 2001.
- Fate's Right Hand, 2003.
- The Notorious Cherry Bombs, 2004.
- The Outsider, 2005.
- Sex and Gasoline, 2008.